# Ян Карски
Ян Ка̀рски, с рождено име Ян Рому̀алд Кожелѐвски (на полски: Jan Karski, Jan Romuald Kozielewski) е полски офицер, куриер на Армия Крайова.
Ян Карски провежда една от най-паметните мисии по време на Втората световна война – кръстосва Европа и Северна Америка през 1942 – 1943 г., за да информира западните лидери, че Холокостът е в ход.

## Биография
Роден е на 24 юни 1914 г. в Лодз, град, който тогава е част от Руската империя. Завършва право и дипломация в Лвов през 1935 г. След избухването на Втората световна война попада за кратко в съветски плен. Успява да избяга от военнопленническия лагер и постъпва в редовете на Армия Крайова. Езиковите му умения го правят изключително ценен за полската съпротива и той е използван като куриер между полското изгнаническо правителство в Лондон и Армия Крайова.
Известната историческа мисия на Карски е планирана и подготвена от антинацисткото движение в окупирана Европа и нелегалното Правителство на Полша в емиграция в Лондон. Само на 28 години Карски е избран за тази необикновена, трудна и опасна задача заради проверените му човешки качества, образованието и стажа му на дипломат, перфектното владеене на английски, немски и френски език, както и заради фотографската му памет. Първоначално той рисковано събира информация на територията на Полша, като успява да проникне два пъти във Варшавското гето, както и под прикритие в Преходния лагер в Избица, от който евреите са транспортирани в лагерите на смъртта. Той лично се убеждава в нацистката практика на геноцид спрямо евреите и е първият, който събира критичен обем факти за Холокоста. На тази основа в периода 1942 – 1943 г. информира първо полското правителство в Лондон за факта и практиките на нацисткия геноцид над евреите, който по това време се осъществява главно на полска територия. През 1942 г. под псевдонима Ян Карски, който оттук нататък използва постоянно, заминава на поредната си мисия в САЩ и Великобритания. Една от основните му задачи е да информира правителствата на съюзниците за трагичното положение на еврейското население под германска окупация и, по-важното, за целенасочената системност в избиването на евреи в Полша. През юли 1943 г. Карски се среща с американския президент Рузвелт, когото информира за положението в окупираната от нацистите Полша.
Описаните от Карски факти са възприети като преувеличени с подозрението, че са политически повлияни от полското правителство в емиграция.
След края на Втората световна война Карски остава в САЩ. Чете лекции в Джорджтаунския университет.
Поради своята дейност Карски е носител на множество международни отличия – титлата „Праведник на света“, доктор хонорис кауза на осем полски и чуждестранни университети, кавалер на „Ордена на Белия орел“ (най-високото полско държавно отличие) и е обявен за почетен гражданин на Израел. Сеймът на Република Полша обявява 2014 г. за Година на Ян Карски. През май 2012 г. посмъртно е награден от американския президент Барак Обама с „Медал на свободата“.
Самият той учредява награда „Ян Карски и Пола Ниренска“, връчвана ежегодно от YIVO в Ню Йорк и Еврейския исторически институт във Варшава на автори на публикации, посветени на ролята и приноса на полските евреи в полската култура. Aмериканското списание „Нюзуик“ поставя Ян Карски сред най-великите личности на XX век, а военната му мисия е обявена за един от крайъгълните моралните камъни на цивилизацията.
„Аз бях незначителен дребен човек. Моята мисия беше важна“, казва за себе си Ян Карски. Нобеловият лауреат Ели Визел пише за него: „Човешкото и хуманистично послание на Карски има стойност, която нито ходът на времето, нито силите на злото могат да изтрият или намалят. Благодарение на него повече от едно поколение продължава да вярва в човешкото милосърдие“.
На негово име на 12 ноември 2012 г. е създадена Образователна фондация „Ян Карски“ (на английски: Jan Karski Educational Foundation; на полски: Fundacja Edukacyjna Jana Karskiego), която продължава мисията на Jan Karski US Centennial Campaign. В резултат на дейността на фондацията, Ян Карски посмъртно е удостоен с американския „Медал на свободата“ през май 2012 г. Фондацията има за цел да направи постиженията на Ян Карски като международен символ на гражданската отговорност и да запознаят обществото с безценното наследство, оставено от него.